# Cantagallo (Cornudella de Montsant)
|  | Aquest article tracta sobre la muntanya del Priorat. Vegeu-ne altres significats a «Cantagallo». |

El Cantagallo és una muntanya de 666 metres que es troba al municipi de Cornudella de Montsant, a la comarca catalana del Priorat.